# Trincheira

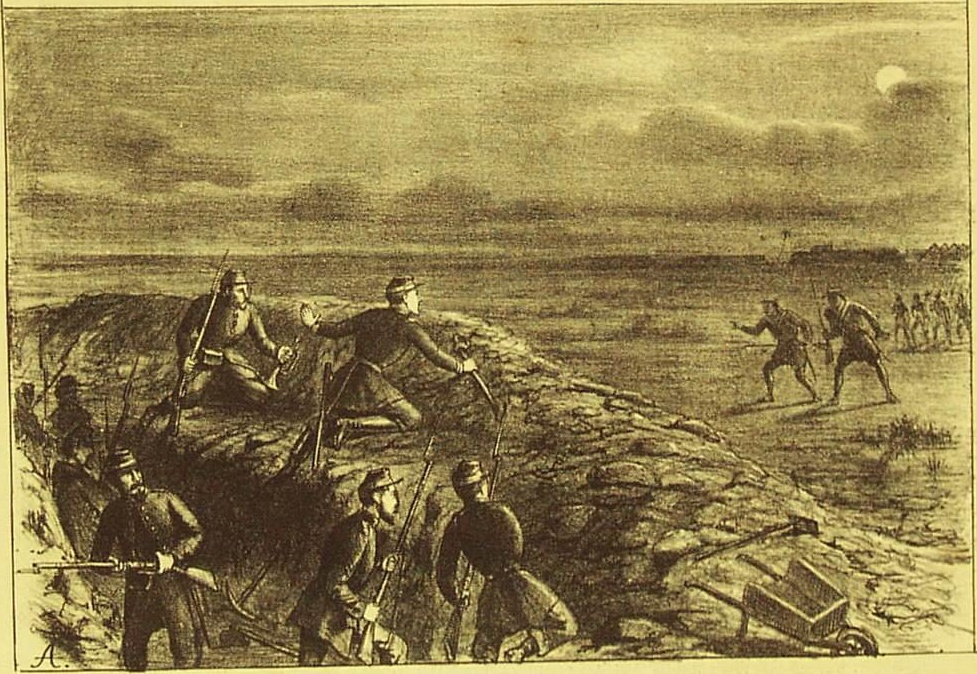
Soldados paraguaios tentando surpreender soldados brasileiros entrincheirados durante a Guerra do Paraguai (Angelo Agostini, Vida Fluminense, 1868).

Uma trincheira é qualquer tipo de escavação linear no solo. Na engenharia militar, é considerada um tipo de fortificação de campanha. Constitui-se em um abrigo elaborado mediante trabalhos de escavação para possibilitar o tiro e a circulação das tropas sob proteção. São escavadas a céu aberto e posteriormente cobertas, ou são abertas em trabalhos de minas, de forma subterrânea. Podem também ser empregadas em sentido inverso, ou seja, constituírem-se numa obra de aproximação por parte dos sitiadores numa operação de cerco.
As trincheiras são usadas desde a Antiguidade como forma de proteção ou quebra de mobilidade. Os sistemas evoluíram com o passar do tempo e atingiram o seu epítome na Primeira Guerra Mundial. Foram usadas em grande escala na Guerra da Coreia e na Guerra Irã-Iraque, e na Batalha de Dien Bien Phu. No século XXI, as trincheiras foram usadas ao lado de drones modernos na Guerra Russo-Ucraniana.

## História
Conflitos com o uso militar prolongado de trincheiras remontam à antiguidade, sempre ocorrendo quando um ou ambos os lados beligerantes se encontram relativamente distante de suas fortificações ou bases, ou quando ambos os lados vêem as suas tentativas de ofensivas militares frustradas, geralmente em decorrência de equiparação de tecnologia e táticas militares por ambas as partes, como por exemplo aconteceu durante a I Guerra Mundial, especialmente na frente ocidental, entre o final de 1914 e julho de 1918. Outros conflitos modernos que seguiram o mesmo padrão foram a Guerra da Coreia a partir da estabilização da frente de combate em meados de 1951 na altura do Paralelo 38; e a Guerra Irã-Iraque na década de 1980.
Já, por exemplo as 2 guerras (de Independência e de Reunificação) do Vietnam e o prolongado conflito no Afeganistão (que se arrasta há mais de 30 anos, desde a invasão soviética em 1979), se enquadram em outro padrão de guerra de trincheiras; uma vez que apesar dos prolongados períodos de impasse militar em ambos os conflitos, tanto a utilização de trincheiras (embora em larga escala) não se constituiu no fator majoritário e primordial, quanto a tecnologia e táticas militares utilizadas por ambas as partes foram diversas. Na Guerra da Ucrânia, as linhas de frente solidificaram-se em redes de trincheiras, de forma que os combatentes devem lutar em combate aproximado e utilizando drones.

## Características

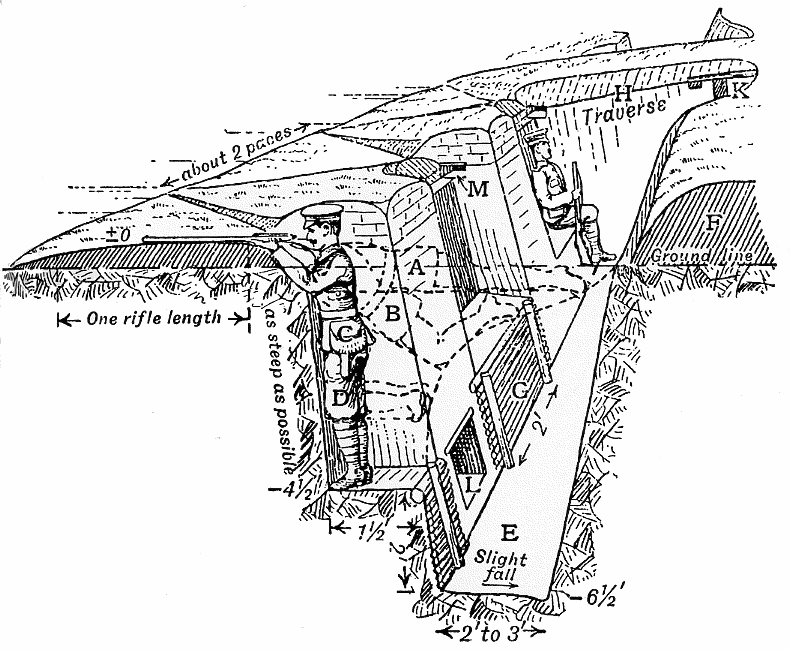
Diagrama de uma trincheira em um manual inglês.

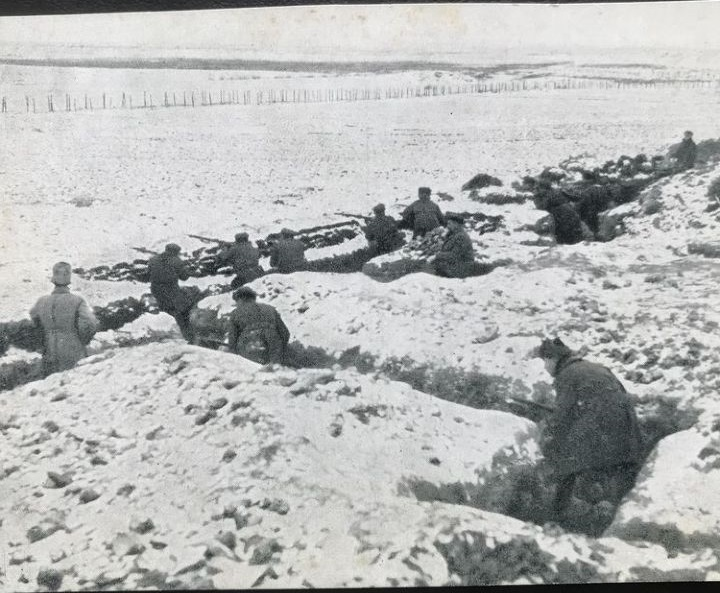
Trincheiras do Exército Estoniano em Pechory, no final de 1919, durante a Guerra da Independência da Estônia.

São abertas de forma subterrânea, mais ou menos extensa, com um parapeito e um paradorso, destinada a proteger os combatentes em qualquer situação da luta.
Abertas pelas próprias tropas, são condicionadas pelas condições do terreno. Caso o terreno não permita ou dificulte a escavação, podem ser levantadas barricadas com sacos de areia ou outro tipo de obstáculo artificial. Geralmente tem uma profundidade suficiente para ocultar completamente um homem de pé, abrigando-o do fogo inimigo. Complementarmente permite a deslocação de tropas de forma dissimulada, tornando possível o seu posicionamento de modo a poder fazer fogo de uma posição protegida.
Ainda de maneira geral, as trincheiras não são abertas em linha reta. Desta forma um soldado numa trincheira nunca vê mais de 10 metros. Isso se deve a que, em caso de invasão num dado ponto por uma força inimiga, esta não possa "fazer tiro" no "enfiamento". Do mesmo modo, caso a posição seja atingida por uma granada os seus estilhaços terão menor alcance, minimizando os danos.
A abertura de trincheiras está associada a outras estruturas defensivas de fortificação como abrigos subterrâneos e casamatas.
Durante a Primeira Guerra Mundial, o maior número de baixas foi causado pelo fogo de Artilharia. Oficiais e soldados reconheceram que a onda de choque causada pelas explosões poderia ser tão fatal como o próprio projétil, ou estilhaços que gerava. Com isto soldados a vários metros de distância em uma linha de trincheira retas, poderiam ser mortos por um mesmo disparo. Assim, os dois lados começaram a cavar trincheiras em zigue-zague. Onde o terreno permitia, com ângulo de 90 graus seguido de outro de 90 graus para a esquerda e assim sucessivamente, procurando  gerar um modelo de labirinto, que permitisse bloquear os efeitos das ondas de choque.